# Laurent Ciman
Laurent Franco Ciman (Farciennes, 5 agosto 1985) è un allenatore di calcio ed ex calciatore belga, di ruolo difensore, vice tecnico del CF Montréal.

## Carriera

### Club
Di origini italiane, i nonni emigrarono in Belgio dal Veneto, cresce nelle giovanili del Charleroi finché nel 2004 arriva in prima squadra, diventandone rapidamente un elemento importante. Il promettente giovane del Charleroi viene trovato positivo alla Cannabis, guadagnandosi una squalifica di due mesi. Questo non gli impedisce di porsi stabilmente al centro della difesa, imponendosi come titolare indiscusso.
Dopo diverse stagioni a medi livelli, il 14 giugno 2008 passa al Club Bruges sulla base di un contratto triennale, dove raggiunge il suo ex allenatore Jacky Mathijssen.
A fine stagione passa al Kortrijk dove resta un anno, prima di approdare allo Standard Liegi. Dopo cinque stagioni allo Standard Liegi, nel gennaio 2015 trova l'accordo con il Montréal Impact, che lo ingaggia a titolo definitivo.
Il 12 dicembre 2017 viene ceduto al Los Angeles FC, in cambio di Raheem Edwards e Jukka Raitala.
Il 21 aprile 2018 segna la prima rete proprio contro la sua ex squadra, i Montréal Impact, accorciando le distanze per il 2-1 momentaneo.

### Nazionale
Al termine della stagione 2006-2007, viene convocato dalla Nazionale belga per disputare una partita valevole per le qualificazioni al campionato d'Europa 2008, contro la Finlandia.
Nel 2007, partecipa inoltre al campionato d'Europa Under-21 in Olanda, con la sua nazionale. L'anno dopo, viene convocato per le Olimpiadi 2008 di Pechino.
Viene convocato per gli Europei 2016 in Francia. Nell'ottobre 2016 viene convocato per le qualificazioni per il mondiale di calcio 2018.

### Allenatore
Il 24 febbraio 2021 ritorna al CF Montréal come vice allenatore.

## Statistiche

### Presenze e reti nei club
Statistiche aggiornate al 24 febbraio 2021.
| Stagione               | Squadra                | Campionato             | Campionato | Campionato | Coppe nazionali | Coppe nazionali | Coppe nazionali | Coppe continentali | Coppe continentali | Coppe continentali | Altre coppe | Altre coppe | Altre coppe | Totale | Totale |
| Stagione               | Squadra                | Comp                   | Pres       | Reti       | Comp            | Pres            | Reti            | Comp               | Pres               | Reti               | Comp        | Pres        | Reti        | Pres   | Reti   |
| ---------------------- | ---------------------- | ---------------------- | ---------- | ---------- | --------------- | --------------- | --------------- | ------------------ | ------------------ | ------------------ | ----------- | ----------- | ----------- | ------ | ------ |
| 2004-2005              | Charleroi              | D1                     | 13         | 0          | CB              | 0               | 0               | -                  | -                  | -                  | -           | -           | -           | 13     | 0      |
| 2005-2006              | Charleroi              | D1                     | 18         | 1          | CB              | 5               | 0               | Int                | 1                  | 0                  | -           | -           | -           | 24     | 1      |
| 2006-2007              | Charleroi              | D1                     | 30         | 2          | CB              | 1               | 0               | -                  | -                  | -                  | -           | -           | -           | 31     | 2      |
| 2007-2008              | Charleroi              | D1                     | 24         | 0          | CB              | 2               | 0               | -                  | -                  | -                  | -           | -           | -           | 26     | 0      |
| Totale Charleoi        | Totale Charleoi        | Totale Charleoi        | 85         | 3          |                 | 8               | 0               |                    | 1                  | 0                  |             | -           | -           | 94     | 3      |
| 2008-2009              | Club Bruges            | PL                     | 16         | 0          | CB              | 1               | 0               | CU                 | 5                  | 0                  | -           | -           | -           | 22     | 0      |
| 2009-2010              | Kortrijk               | PL                     | 34         | 2          | CB              | 4               | 0               | -                  | -                  | -                  | -           | -           | -           | 38     | 2      |
| 2010-2011              | Standard Liegi         | PL                     | 29         | 1          | CB              | 4               | 0               | -                  | -                  | -                  | -           | -           | -           | 33     | 1      |
| 2011-2012              | Standard Liegi         | PL                     | 27         | 0          | CB              | 3               | 0               | UEL                | 6                  | 0                  | SB          | 1           | 0           | 37     | 0      |
| 2012-2013              | Standard Liegi         | PL                     | 37         | 1          | CB              | 2               | 0               | -                  | -                  | -                  | -           | -           | -           | 39     | 1      |
| 2013-2014              | Standard Liegi         | PL                     | 37         | 3          | CB              | 2               | 0               | UEL                | 6                  | 1                  | -           | -           | -           | 45     | 4      |
| 2014-gen. 2015         | Standard Liegi         | PL                     | 22         | 1          | CB              | 1               | 0               | UCL+UEL            | 4+6                | 0+1                | -           | -           | -           | 33     | 2      |
| Totale Standard Liegi  | Totale Standard Liegi  | Totale Standard Liegi  | 152        | 6          |                 | 12              | 0               |                    | 22                 | 2                  |             | 1           | 0           | 187    | 8      |
| 2015                   | Montréal Impact        | MLS                    | 27+3       | 2+0        | CC              | 4               | 1               | CCL                | 6                  | 0                  | -           | -           | -           | 40     | 3      |
| 2016                   | Montréal Impact        | MLS                    | 28+5       | 0+1        | CC              | -               | -               | -                  | -                  | -                  | -           | -           | -           | 33     | 1      |
| 2017                   | Montréal Impact        | MLS                    | 30         | 0          | CC              | 4               | 0               | -                  | -                  | -                  | -           | -           | -           | 34     | 0      |
| Totale Montréal Impact | Totale Montréal Impact | Totale Montréal Impact | 85+8       | 2+1        |                 | 8               | 1               |                    | 6                  | 0                  |             | -           | -           | 107    | 4      |
| mar.-ago. 2018         | Los Angeles FC         | MLS                    | 22         | 3          | OC              | 2               | 0               | -                  | -                  | -                  | -           | -           | -           | 24     | 3      |
| ago.-dic. 2018         | Digione                | L1                     | 9          | 0          | CF+CdL          | 0+0             | 0               | -                  | -                  | -                  | -           | -           | -           | 9      | 0      |
| 2019                   | Toronto FC             | MLS                    | 17+3       | 0          | CC              | 1               | 0               | CCL                | 2                  | 0                  | -           | -           | -           | 23     | 0      |
| 2020                   | Toronto FC             | MLS                    | 12         | 0          | CC              | 0               | 0               | -                  | -                  | -                  | -           | -           | -           | 12     | 0      |
| Totale Toronto         | Totale Toronto         | Totale Toronto         | 29+3       | 0          |                 | 1               | 0               |                    | 2                  | 0                  |             | -           | -           | 35     | 4      |
| Totale carriera        | Totale carriera        | Totale carriera        | 432+11     | 16+1       |                 | 36              | 1               |                    | 36                 | 2                  |             | 1           | 0           | 516    | 20     |

### Cronologia presenze e reti in nazionale
| Cronologia completa delle presenze e delle reti in nazionale ― Belgio | Cronologia completa delle presenze e delle reti in nazionale ― Belgio | Cronologia completa delle presenze e delle reti in nazionale ― Belgio | Cronologia completa delle presenze e delle reti in nazionale ― Belgio | Cronologia completa delle presenze e delle reti in nazionale ― Belgio | Cronologia completa delle presenze e delle reti in nazionale ― Belgio | Cronologia completa delle presenze e delle reti in nazionale ― Belgio | Cronologia completa delle presenze e delle reti in nazionale ― Belgio |
| Data                                                                  | Città                                                                 | In casa                                                               | Risultato                                                             | Ospiti                                                                | Competizione                                                          | Reti                                                                  | Note                                                                  |
| --------------------------------------------------------------------- | --------------------------------------------------------------------- | --------------------------------------------------------------------- | --------------------------------------------------------------------- | --------------------------------------------------------------------- | --------------------------------------------------------------------- | --------------------------------------------------------------------- | --------------------------------------------------------------------- |
| 19-5-2010                                                             | Bruxelles                                                             | Belgio                                                                | 2 – 1                                                                 | Bulgaria                                                              | Amichevole                                                            | -                                                                     | 62’                                                                   |
| 17-11-2010                                                            | Voronež                                                               | Russia                                                                | 0 – 2                                                                 | Belgio                                                                | Amichevole                                                            | -                                                                     | 85’                                                                   |
| 9-2-2011                                                              | Gand                                                                  | Belgio                                                                | 1 – 1                                                                 | Finlandia                                                             | Amichevole                                                            | -                                                                     |                                                                       |
| 25-3-2011                                                             | Vienna                                                                | Austria                                                               | 0 – 2                                                                 | Belgio                                                                | Qual. Euro 2012                                                       | -                                                                     |                                                                       |
| 29-3-2011                                                             | Bruxelles                                                             | Belgio                                                                | 4 – 1                                                                 | Azerbaigian                                                           | Qual. Euro 2012                                                       | -                                                                     |                                                                       |
| 6-9-2011                                                              | Bruxelles                                                             | Belgio                                                                | 1 – 0                                                                 | Stati Uniti                                                           | Amichevole                                                            | -                                                                     |                                                                       |
| 7-10-2011                                                             | Bruxelles                                                             | Belgio                                                                | 4 – 1                                                                 | Kazakistan                                                            | Qual. Euro 2012                                                       | -                                                                     |                                                                       |
| 11-10-2011                                                            | Düsseldorf                                                            | Germania                                                              | 3 – 1                                                                 | Belgio                                                                | Qual. Euro 2012                                                       | -                                                                     |                                                                       |
| 4-9-2014                                                              | Liegi                                                                 | Belgio                                                                | 2 – 0                                                                 | Australia                                                             | Amichevole                                                            | -                                                                     | 78’                                                                   |
| 28-5-2016                                                             | Ginevra                                                               | Svizzera                                                              | 1 – 2                                                                 | Belgio                                                                | Amichevole                                                            | -                                                                     | 55’                                                                   |
| 5-6-2016                                                              | Bruxelles                                                             | Belgio                                                                | 3 – 2                                                                 | Norvegia                                                              | Amichevole                                                            | 1                                                                     | 66’                                                                   |
| 13-6-2016                                                             | Lione                                                                 | Belgio                                                                | 0 – 2                                                                 | Italia                                                                | Euro 2016 - 1º turno                                                  | -                                                                     | 75’                                                                   |
| 7-10-2016                                                             | Bruxelles                                                             | Belgio                                                                | 4 – 0                                                                 | Bosnia ed Erzegovina                                                  | Qual. Mondiali 2018                                                   | -                                                                     | 21’                                                                   |
| 10-10-2016                                                            | Faro                                                                  | Gibilterra                                                            | 0 – 6                                                                 | Belgio                                                                | Qual. Mondiali 2018                                                   | -                                                                     |                                                                       |
| 9-11-2016                                                             | Amsterdam                                                             | Paesi Bassi                                                           | 1 – 1                                                                 | Belgio                                                                | Amichevole                                                            | -                                                                     |                                                                       |
| 13-10-2016                                                            | Bruxelles                                                             | Belgio                                                                | 8 – 1                                                                 | Estonia                                                               | Qual. Mondiali 2018                                                   | -                                                                     |                                                                       |
| 25-3-2017                                                             | Bruxelles                                                             | Belgio                                                                | 1 – 1                                                                 | Grecia                                                                | Qual. Mondiali 2018                                                   | -                                                                     | 84’                                                                   |
| 10-10-2017                                                            | Bruxelles                                                             | Belgio                                                                | 4 – 0                                                                 | Cipro                                                                 | Qual. Mondiali 2018                                                   | -                                                                     |                                                                       |
| 10-11-2017                                                            | Bruxelles                                                             | Belgio                                                                | 3 – 3                                                                 | Messico                                                               | Amichevole                                                            | -                                                                     | 38’                                                                   |
| 6-6-2018                                                              | Bruxelles                                                             | Belgio                                                                | 3 – 0                                                                 | Egitto                                                                | Amichevole                                                            | -                                                                     |                                                                       |
| Totale                                                                |                                                                       | Presenze                                                              | 20                                                                    |                                                                       | Reti                                                                  | 1                                                                     |                                                                       |

| Cronologia completa delle presenze e delle reti in nazionale ― Belgio Olimpica | Cronologia completa delle presenze e delle reti in nazionale ― Belgio Olimpica | Cronologia completa delle presenze e delle reti in nazionale ― Belgio Olimpica | Cronologia completa delle presenze e delle reti in nazionale ― Belgio Olimpica | Cronologia completa delle presenze e delle reti in nazionale ― Belgio Olimpica | Cronologia completa delle presenze e delle reti in nazionale ― Belgio Olimpica | Cronologia completa delle presenze e delle reti in nazionale ― Belgio Olimpica | Cronologia completa delle presenze e delle reti in nazionale ― Belgio Olimpica |
| Data                                                                           | Città                                                                          | In casa                                                                        | Risultato                                                                      | Ospiti                                                                         | Competizione                                                                   | Reti                                                                           | Note                                                                           |
| ------------------------------------------------------------------------------ | ------------------------------------------------------------------------------ | ------------------------------------------------------------------------------ | ------------------------------------------------------------------------------ | ------------------------------------------------------------------------------ | ------------------------------------------------------------------------------ | ------------------------------------------------------------------------------ | ------------------------------------------------------------------------------ |
| 19-8-2008                                                                      | Shanghai                                                                       | Nigeria olimpica                                                               | 4 – 1                                                                          | Belgio olimpica                                                                | Olimpiadi 2008 - Semifinale                                                    | 1                                                                              | 75’                                                                            |
| Totale                                                                         |                                                                                | Presenze                                                                       | 1                                                                              |                                                                                | Reti                                                                           | 1                                                                              |                                                                                |

## Palmarès

### Giocatore

#### Club
- Coppa del Belgio: 1

Standard Liegi: 2010-2011

#### Individuale
- MLS Best XI: 1

2015